# Горохівка (Лозівський район)
Горо́хівка —  село в Україні, у Лозівській міській громаді Лозівського району Харківської області. Населення становить 2 осіб. До 2018 орган місцевого самоврядування — Бунаківська сільська рада.

## Географія
Село Горохівка розташоване за 2 км від річки Берека та села Бунакове. Селом протікає пересихаюча річечка, яка впадає в Краснопавлівське водосховище.

## Історія
Село засноване 1851 року.
12 червня 2020 року, відповідно до Розпорядження Кабінету Міністрів України  № 725-р «Про визначення адміністративних центрів та затвердження територій територіальних громад Харківської області», увійшло до складу Лозівської міської громади.
17 липня 2020 року, в результаті адміністративно-територіальної реформи та ліквідації колишнього Лозівського району (1923—2020), увійшло до складу новоутвореного Лозівського району Харківської області.